# Ozodicera cinereipennis
Ozodicera cinereipennis är en tvåvingeart som beskrevs av Alexander 1937. Ozodicera cinereipennis ingår i släktet Ozodicera och familjen storharkrankar. Inga underarter finns listade i Catalogue of Life.